# Campanula parryi
Campanula parryi là loài thực vật có hoa trong họ Hoa chuông. Loài này được A.Gray mô tả khoa học đầu tiên năm 1878.